# Vias (Hérault)
Vias település Franciaországban, Hérault megyében. Lakosainak száma 5960 fő (2022. január 1.). Vias Agde, Bessan, Montblanc és Portiragnes községekkel határos.

## Népesség
A település népessége az elmúlt években az alábbi módon változott:
| Lakosok száma | 2364 | 2934 | 3517 | 5313 | 5467 | 5572 | 5719 | 5717 | 5804 | 5960 |
|               | 1968 | 1982 | 1990 | 2006 | 2013 | 2015 | 2017 | 2019 | 2020 | 2022 |